# Point to Point Interface
Das Point to Point Interface (PPI) ist eine proprietäre Schnittstelle der Simatic-S7-200-Geräte des Unternehmens Siemens. Sie kann für den Anschluss von Programmiergeräten (PGs), Bedien- und Anzeigegeräten (HMI) sowie zur Kommunikation mit anderen S7-200-Geräten sowie mit S7-300/400-Geräten genutzt werden.
Die Schnittstelle basiert auf der EIA-485-Norm (vormals RS-485) und den Profibus-Standards (IEC 61158 und EN 50170). PPI-Netze können in Linien- oder Stern-Topologie aufgebaut werden. Dabei dürfen bis zu 32 Master an ein Netz angeschlossen werden, die Zahl der Slaves ist nicht begrenzt. Über RS-485-Repeater kann das Netz verlängert werden.
Üblicherweise agieren die Programmier- und die HMI-Geräte als Master für die S7-200-Geräte, es sind aber auch komplexere Konfigurationen möglich, so dass S7-200-Geräte gegenseitig als Master und Slave miteinander kommunizieren oder S7-300/400-Geräte die Rolle eines Masters übernehmen.